# Fartlek
Le fartlek est un exercice d'entraînement sportif. Il consiste à alterner des phases de sprint anaérobie et des phases calmes aérobie. Développé pour l'entraînement de la course de fond  et de demi-fond, le fartlek est aussi utilisé lors d'entraînement d'apnée où le sprint est remplacé par une phase anaérobie en apnée. Il peut bien sûr être utilisé dans d'autres sports qui nécessitent d'augmenter la résistance lactique et la vitesse de base de l'athlète, comme le football, le badminton, le rugby, la natation ou le tennis. 

## Historique
Le fartlek, développé par le Suédois Gösta Holmer, a été adopté par de nombreux entraîneurs principalement dans les années 1960. En suédois, il signifie littéralement « jeu de vitesse » (fart : vitesse, lek : jeu). Il a été le système précurseur de l'entraînement fractionné ou interval training.

## Principe
Il s'agit donc de jeux de courses, de durées et d'intensité variées, sur divers terrains à l'extérieur, et de préférence en groupes de même niveau. Le "meneur" doit, pendant ses accélérations et repos, penser au dernier, pour que le travail soit collectif. Le ressenti reste essentiel. Il est nécessaire que les personnes du groupe se connaissent entre elles et connaissent leurs limites, cet entraînement se faisant sur les sensations et sans chronomètre :
- soit les coureurs sont "libres" d'accélérer sans ordre établi comme ils le sentent et sans parcours préétabli, en respectant les règles de durée accélération-repos imposées par l'entraîneur (il est nécessaire de conserver l'esprit de groupe dans ce cas et être assez initié);
- soit les coureurs mènent la course dans un ordre établi, le chemin, les intensités ou les allures sont décidées à l'avance. Il n'y a pas d'improvisation. Ce second cas est préférable pour des débutants et les jeunes catégories, l'entraîneur pouvant si nécessaire les accompagner, mais difficilement envisageable pour le haut niveau, à moins de bénéficier d'une vue globale de tout le parcours.

## But
Il a pour but de retarder l'acidose dans les muscles, le corps va développer plus de tampons qui vont bloquer chacun un ion hydrogène H+. Contrairement à l'idée reçue, l'acide lactique n'est pas un facteur limitant de la performance ; il aide à tenir l'effort plus longtemps grâce à une adaptation physiologique de l'organisme lié à l'entraînement. L'isoenzyme M de la lactate déshydrogénase favorise la transformation de l'acide lactique en acide pyruvique qui sera converti en énergie (cf. cycle de Krebs). On va donc retarder l'acidose et ainsi les baisses de force, du ralentissement de la contraction et du relâchement musculaire.

## Applications
Après un échauffement d'une trentaine de minutes,
- pour le demi-fond court ou sprint long (400 m, 800 m et 1 500 m) : Des phases d'accélérations intenses - récupérations étalées sur des durées de 15 secondes à une minute, avec une récupération à un train relâché mais soutenu.
- pour le demi-fond long (3 000 m et 5 000 m) : Des phases d'effort intense puis récupération étalées sur des durées plus longues (de 30 secondes à 2 minutes) mais avec une vitesse lors de la récupération qui reste assez élevée. L'entraînement durera peu de temps.
- pour le fond (10 000 m) : Des exercices d'accélérations-repos sur des phases de 30 secondes à 3 minutes en continu, et une vitesse lors de la récupération assez élevée.
- pour le grand fond : des variations de 1 à 3 minutes de durée avec une vitesse de course moyenne lors de la récupération.

Il est nécessaire de bien récupérer à la fin de l'entraînement, en faisant des étirements et du footing, pour supprimer la dette d'oxygène engendrée par les exercices et aider à l'élimination de l'acide lactique.

## Apports
Contrairement au stade ou à la route, courir dans la nature offre la possibilité de voir du paysage, de ne pas courir tout le temps sur du plat et donc de pouvoir supporter des efforts qui sembleraient pénibles ailleurs. En outre, l'entraînement en groupe apporte une émulation qui facilite l'apprentissage. Il ne faut pas oublier en effet que l'effet de l'acide lactique est douloureux et sans un contexte approprié, cela peut devenir fastidieux. En outre, cela améliore le moral, élément très important en sport. Cela reste donc un "jeu de course". Le coureur ne doit d'ailleurs pas être fatigué à la fin de cet entraînement, mais doit ressentir la satisfaction de son effort.

## Avantages et inconvénients
Ci-après quelques avantages et inconvénients du fartlek:

### Avantages
- Ajoute de la variété à l'entraînement

Une plainte commune avec la course à pied est que l'entraînement peut vite devenir un peu fastidieux. Les sessions de fartlek ajoutent de la variété et sont «imparfaits» car ce n’est pas toujours la même distance ou le même temps donné chaque fois que le coureur accélère ou ralentit et cela ajoute donc un élément de surprise qui peut être amusant.
- Brûle plus de calories

Toutes choses égales par ailleurs, le coureur brûle généralement plus de calories en incluant un entraînement au fartlek dans une séance de 30 minutes, par rapport à un entraînement à allure constante de 30 minutes. Cela peut être utile si le coureur à des objectifs de perte de poids.
- Adaptable

Le fartlek peut être hautement individualisé. Selon le niveau et l'endroit où se trouve le coureur dans son parcours d'entraînement, cela peut signifier alterner course rapide et course lente, ou alterner jogging et marche. Dans les deux cas, la stimulation variée conduit à des améliorations à la fois aérobies et anaérobies.
- Prépare pour le jour de la course

En compétition, le coureur aura des moments dans une épreuve où il voudra rattraper un coureur devant lui ou éviter de se faire reprendre par un coureur derrière lui. L’entraînement fartlek aide à préparer le coureur à ce genre d'accélérations inattendues lors d’un événement.

### Inconvénients
- Peut mener à un plan d'entraînement déséquilibré

La grande majorité des coureurs ont tendance à faire leurs courses faciles trop difficilement, et leurs courses difficiles trop facilement. Ne pas incorporer des tonnes d’intervalles de fartlek dans chaque entraînement. En particulier pour les coureurs de longue distance, il faut veiller à ce qu'une bonne majorité de courses soient faciles et rythmées. Ces parcours permettent au coureur d’obtenir un bon kilométrage sans surentraînement. Le coureur ajoute ensuite stratégiquement des séances de fartlek ou d’intervalles dans la composition pour développer la vitesse. Ce travail rapide ne devrait en général représenter que 20% environ de l'entraînement du coureur à pied (deux à trois séances maximum par semaine).
- Augmente le risque de blessure pour les débutants

Pour un vrai débutant qui commence tout juste à courir, il faut d’abord se concentrer sur la bonne forme et la construction d’une base aérobique. L'ajout de vitesse très rapide au cours des premières semaines d'entraînement peut augmenter le risque de blessure, ce qui dépasse de loin les avantages potentiels. C’est bien d’incorporer des intervalles de vitesse modérés comme une combinaison marche / jogging mais sans toutefois se précipiter au sprint pendant la deuxième semaine si le coureur ne court pas ou plus depuis des années. Les risques de blessure sont réels du fait que le terrain n'est pas toujours plat, que les jeunes coureurs ou les derniers de groupe qui risquent de vouloir se surpasser. C'est pourquoi il est essentiel d'avoir un bon esprit d'équipe et de se connaître lors d'un entraînement fartlek en groupe. 
- Présente des défis pour courir avec des amis

Cela dépend cependant de votre rythme. Si vous et votre partenaire d'entraînement avez des rythmes assez différents, il vous sera difficile de faire des intervalles de vitesse aléatoires avec eux. Dans ce cas, vous feriez probablement mieux de faire votre fartlek en solo. Cependant, si vous avez tous les deux des rythmes faciles / rapides similaires, il peut être très amusant de faire un fartlek ensemble. Vous pouvez alterner le choix de la prochaine durée / distance / repère dans votre session d’entraînement, pour un entraînement amusant avec votre partenaire.

## Exemple d'application concrète
Arthur Lydiard, entraîneur surnommé "le sorcier" avait imaginé un parcours de santé original dans la nature autour d'une colline : il traçait autour de la colline un périmètre de 3 kilomètres environ et l'entraînement se passait de la manière suivante :  800 m en foulées bondissantes sur une montée moyenne, puis 800 m de petit trot sur le plat, ensuite 800 m à pleine vitesse sur la descente et sur les 800 m suivants de plat, un entraînement fractionné avec une variation 50 m rapide - 50 m lent, et ce en faisant le tour de la colline. L'entraînement est ainsi répété de 3 à 6 fois (pour les meilleurs). Il avait choisi la distance de 800 mètres, entraînant des coureurs adeptes de cette distance.